# Kunda (vesnice v Estonsku)
Vesnice Kunda (Kunda küla, pro odlišení od města Kunda uváděna zpravidla s přívlastkem „küla“, tedy „vesnice“) je vesnice v estonském kraji Lääne-Virumaa, samosprávně patřící do obce Viru-Nigula.